# Kinga Szemik
Kinga Szemik, née le 25 juin 1997 à Żywiec, est une footballeuse internationale polonaise évoluant au poste de gardienne de but à West Ham United.

## Biographie

### Carrière en club
Kinga Szemik étudie de 2016 à 2020 aux États-Unis, à l'Université de Texas Rio Grande Valley (en). Elle évolue ainsi durant cette période en championnat universitaire avec les Vaqueros d'UTRGV (en). Elle joue au total 61 matchs durant ces quatre saisons.
Diplômée en psychologie, elle choisit en mai 2020 de rejoindre le Football Club de Nantes (féminines) en D2 féminine, pour sa première expérience professionnelle.

### Carrière en sélection
Kinga Szemik est championne d'Europe U17 en 2013 avec la sélection polonaise. Après avoir évolué dans les catégories supérieures (U19 puis U20), elle connaît ses deux premières titularisations avec l'équipe de Pologne A en 2018.

## Palmarès

### En sélection
Pologne -17 ans
- Championnat d'Europe U17
  - Vainqueur : 2013

## Statistiques
| Saison                | Club                  | Championnat           | Championnat | Championnat | Coupe(s) nationale(s) | Coupe(s) nationale(s) | Total | Total |
| Saison                | Club                  | Division              | M.          | B.          | M.                    | B.                    | M.    | B.    |
| 2020-2021             | FC Nantes             | Division 2            | 6           | 0           | 0                     | 0                     | 6     | 0     |
| 2021-2022             | FC Nantes             | Division 2            | 22          | 0           | 0                     | 0                     | 22    | 0     |
| Sous-total            | Sous-total            | Sous-total            | 28          | 0           | 0                     | 0                     | 28    | 0     |
| 2022-2023             | Stade de Reims        | Division 1            | 5           | 0           | 3                     | 0                     | 8     | 0     |
| 2023-2024             | Stade de Reims        | Division 1            | 23          | 0           | 0                     | 0                     | 23    | 0     |
| Sous-total            | Sous-total            | Sous-total            | 28          | 0           | 3                     | 0                     | 31    | 0     |
| Total sur la carrière | Total sur la carrière | Total sur la carrière | 56          | 0           | 3                     | 0                     | 59    | 0     |